# Обрі де Вер I
Обрі де Вер I (або Альберик де Вер; англ. Aubrey de Vere; пом. 1088 або 1112) — нормандський лицар, учасник нормандського завоювання Англії та засновник дому де Верів, графів Оксфордських.

## Біографія
Походження Альберика де Вера повністю не встановлене. Імовірно, він був незаможним лицарем, який володів селом Вер-сюр-Мер неподалік від Байо, на території сучасного департаменту Кальвадос. Можливо його предки мали данське походження та прибули до Бессена разом із вікінгами. За іншою версією Альберик походив з Бретані, з містечка Вар в районі Нанта.
Альберик імовірно брав участь у нормандському завоюванні Англії 1066 року, за що отримав від короля Вільгельма Завойовника значні володіння в Ессексі, Суффолці, Кембриджширі, Гантінгдонширі та Мідлсексі. Крім того, у його володіння перейшов Кенсінгтон, що сьогодні знаходиться у межах Лондона і який пізніше став однією з найголовніших резиденцій де Верів в Англії та Лавенхем у Суффолці, у подальшому — один з найголовніших центрів виробництва шерсті у країні.
Відомо що Альберик та його дружина Беатріс були покровителями абатства Абінгдон у Беркширі (сучасний Оксфордшир) та на території своїх володінь в Ессексі заснував дочірнє приорство цього абатства Кольн. У кінці свого життя Альберик відійшов до Кольну де помер 1112 року (за іншими даними у 1088 року). У подальшому монастир став використовуватись як родові місце поховання де Верів: майже всі графи Оксфордські до 1703 поховані саме у Кольнському монастирі.

## Одруження та діти
Альберик де Вер був одружений (до 1086) з невідомою Беатріс, за однією з версій, зведеною сестрою Вільгельма Завойовника. Їхні діти:
- Жоффруа де Вер (помер до 1112);
- Обрі де Вер II (помер у 1141), Лорд великий камергер Англії, шериф Лондона;
- Роджер де Вер;
- Вільгельм де Вер, священослужитель.